# Dhruva Interactive
 (septembre 2021).
Le contenu est difficilement compréhensible vu les erreurs de traduction, qui sont peut-être dues à l'utilisation d'un logiciel de traduction automatique.
Dhruva Interactive était un développeur de jeux vidéo indien basé à Bangalore. La société a été fondée par Rajesh Rao en mars 1997 en tant que première société de jeux en Inde. En décembre 2016, Dhruva a été acquis en majorité par le développeur suédois Starbreeze Studios. Starbreeze a vendu sa participation en mai 2019 à Rockstar Games, qui a intégré Dhruva dans son studio Rockstar India.

## Histoire

### Contexte et fondation (1995-1997)
Avant de fonder Dhruva Interactive, Rajesh Rao était programmeur et étudiant en ingénierie. Sa dernière mission en ingénierie était dans le multimédia, où il a créé son propre moteur multimédia, qu'il utilise comme base d'une nouvelle société multimédia qu’il a ensuite fondé en 1995. Son père lui a fourni des fonds de démarrage pour une banque prêt avec lequel il a acheté un ordinateur et un modem de 14,4 kbp, et Rao a créé son entreprise le 15 mars 1995 en tant qu’opérateur unique. En 1997, l’entreprise comptait déjà cinq personnes. En février 1997, Intel a proposé à la société de Rao de développer des logiciels pour son nouveau Pentium II. Les deux sociétés ont signé un accord en mars et la société de Rao a développé un moteur de rendu pour le Pentium II. Selon Rao, cet accord a marqué la fin de "Dhruva 1.0" et le début de "Dhruva 2.0", la société se réinventant en tant que société de jeux vidéo grâce à son accord avec Intel. Rao a officiellement fondé Dhruva Interactive le 15 mars 1997. Ainsi, Dhruva a été la première société de jeux en Inde. 

### En tant que filiale (2016-2019)
En décembre 2016, le développeur de jeux vidéo suédois Starbreeze Studios a annoncé qu'elle avait acquis une participation de 90,5% dans Dhruva pour 7 millions en espèces et 1,5 million $, incluant un earn-out accord de 800 000 $. Au moment de l’acquisition, Dhruva comptait 320 employés répartis dans trois studios: deux à Bangalore et un à Dehradun. En mai 2019, Starbreeze, souffrant de problèmes financiers, a accepté de vendre Dhruva à Rockstar Games, un éditeur américain de jeux vidéo. Pour un paiement de 7,9 millions USD, Rockstar a reçu la participation de Starbreeze dans Dhruva (portée à 91,82%) et l’accord devrait être finalisé au cours du premier semestre 2019. Les employés de Dhruva ont été transférés à Rockstar India, les activités existantes de Rockstar Games dans le pays. L'acquisition a été clôturée le 22 mai.